# Menottes
Pour les articles homonymes, voir menotte.
Les menottes sont des sortes de bracelets souvent métalliques reliés par une chaîne ou une charnière, servant à entraver les mains d'un individu, restreignant ainsi partiellement ou totalement les gestes. Chaque bracelet se décompose de deux parties dont une, amovible, s'engage avec un cliquet dans la première refermant ainsi le mécanisme autour du poignet. Le cliquet peut ensuite être verrouillé. Cela empêche les bracelets de se serrer davantage sur les poignets de la personne (risque de lésions). Il faut une clef pour débloquer le mécanisme et libérer les mains. Certaines menottes nécessitent une deuxième clef pour être ouvertes.
Les menottes sont souvent utilisées par les policiers et autres gendarmes.
Elles peuvent aussi être utilisées comme jouets sexuels dans le cadre d'un bondage.

## Histoire

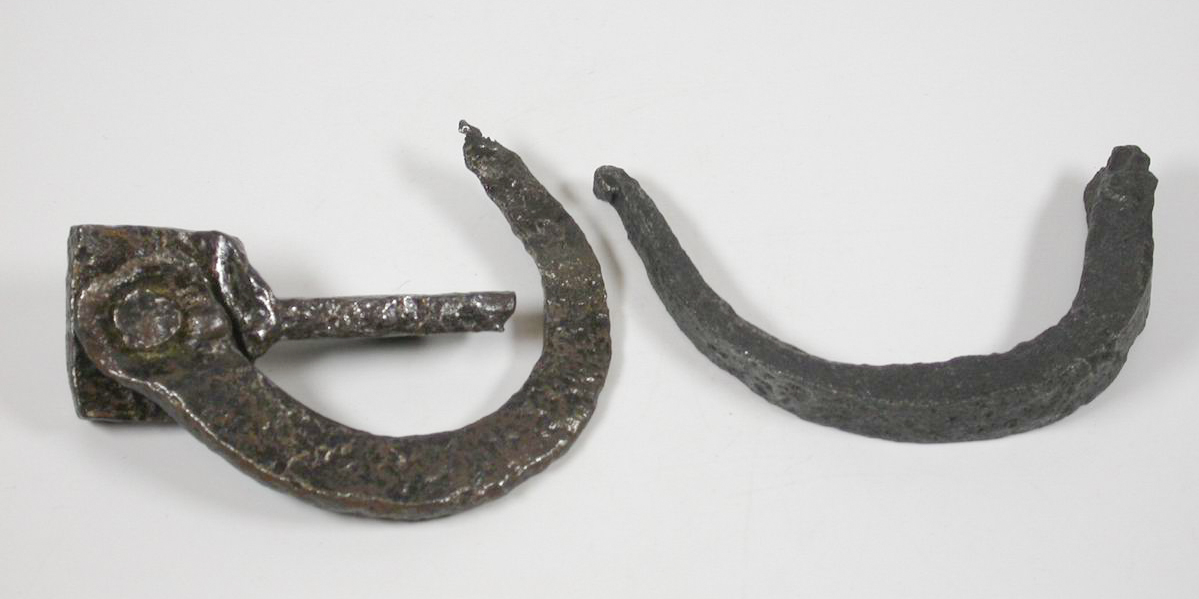
Menottes en fer romain (50-270 AD).

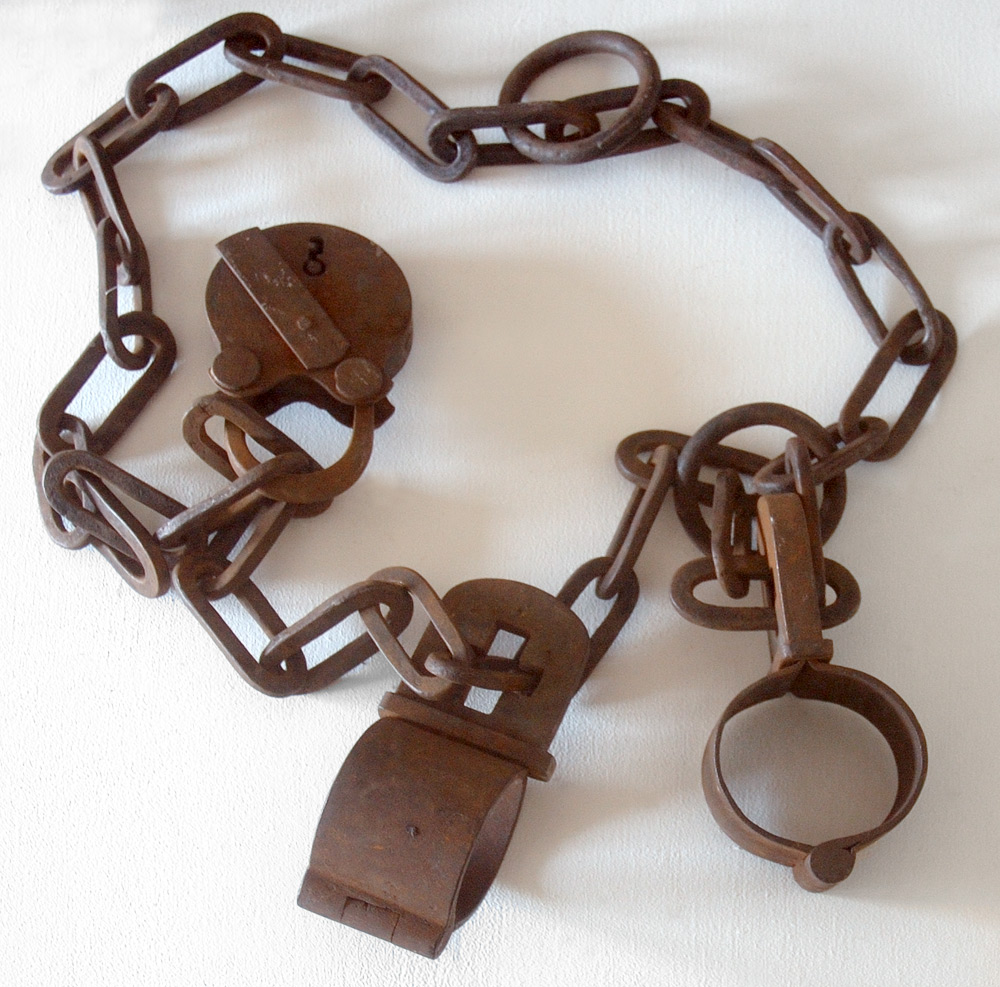
Ancien modèle de menottes utilisées dans la prison du château de Blankenhain.

Les références les plus anciennes à des dispositifs ressemblant à des menottes remontent au IVe siècle av. J.-C., lorsque des soldats grecs en ont trouvé dans les chariots tirés par les armées carthaginoises. Elles étaient principalement utilisées pour asservir les prisonniers de guerre.
Au Moyen Âge, les menottes (appelées notamment aniaus) étaient faites de deux demi-cercles d'acier fermés par des serrures ou des dispositifs mécaniques simples, comme des rivets, qui pouvaient être reliés par une barre ou une chaîne.
Le premier principal fabricant industriel a été la société Hiatt Handcuffs, fondée en 1780.

### Les différents types de menottes

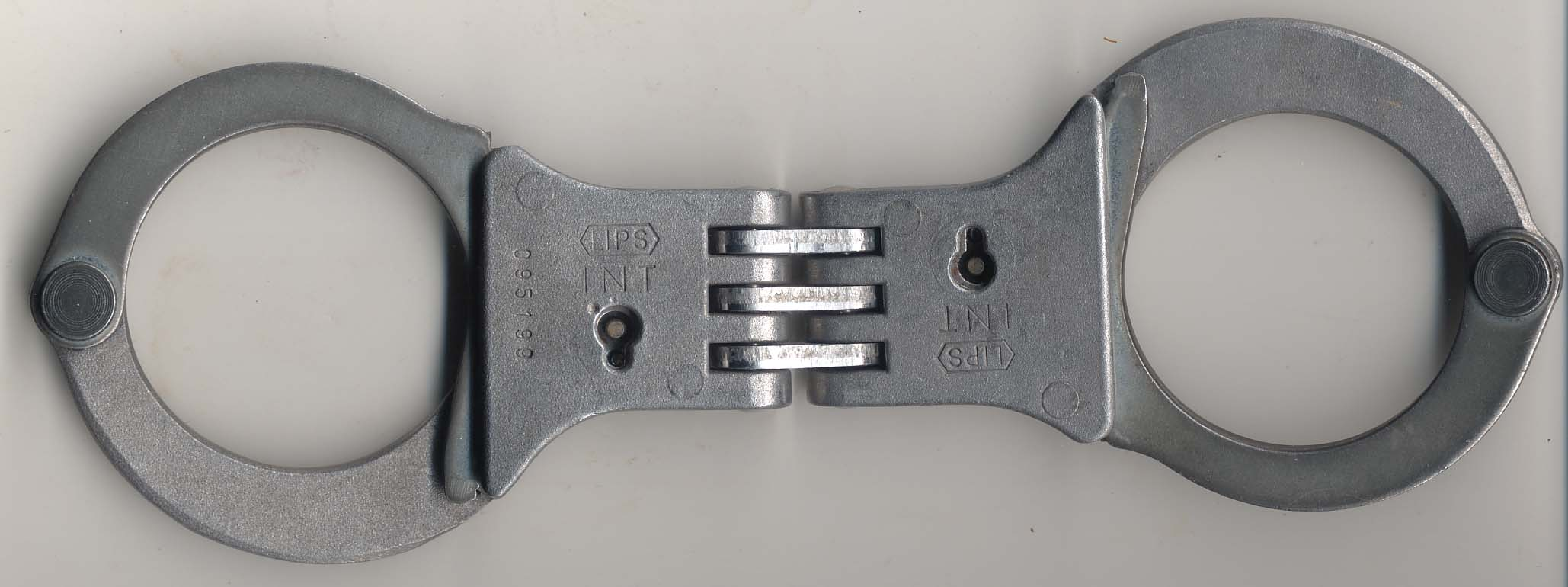
Menottes néerlandaises.

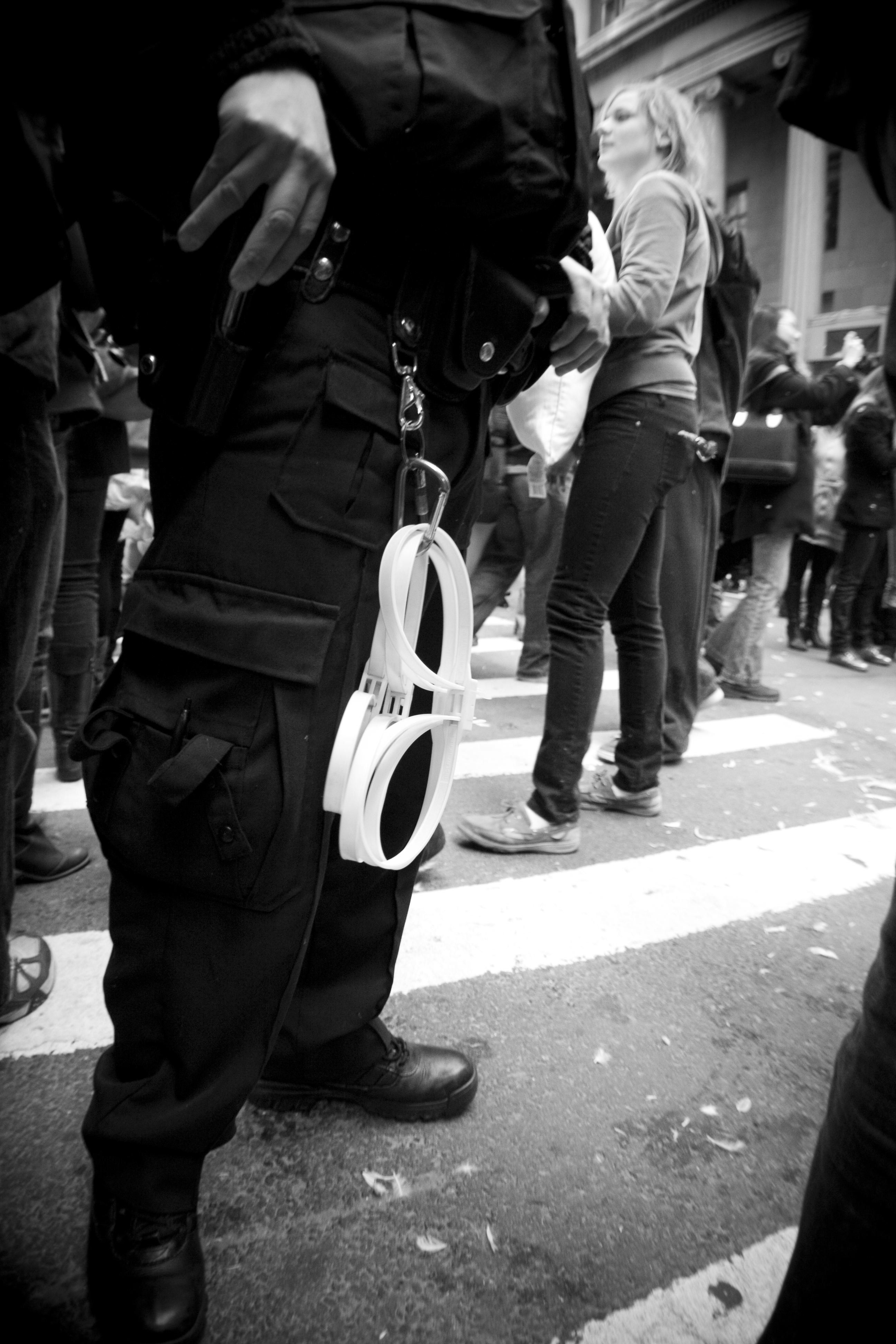
Un policier portant des menottes en plastique.

Il existe plusieurs types de menottes :
- les menottes métalliques à chaîne : les 2 poignets sont reliés par une chaîne ;
- les menottes à charnières : les 2 poignets sont reliés par une articulation ce qui restreint plus les mouvements de l'individu, ce système est réputé plus sûr[réf. nécessaire] ;
- les menottes plastiques : formées de bandes en plastique jetables ressemblant à des colliers de serrage en plastique, elles peuvent être transportées en grandes quantités par des soldats et la police et sont donc adaptées pour des situations où beaucoup d'arrestations ont lieu comme lors des manifestations de grande envergure et des émeutes.

Les menottes utilisées par les forces de l'ordre sont prévues pour être appliquées aux poignets. Il en existe d'autres de diamètres différents, pour être appliquées à d'autres parties du corps, les chevilles, les coudes ou les pouces (appelées poucettes).
Ces modèles peuvent être utilisés pour entraver davantage une personne. Le cas le plus fréquent est le convoi d'un détenu considéré comme dangereux. Cette technique est très employée aux États-Unis[réf. souhaitée].

## Les entraves ou menottes de pied
Les entraves sont des sortes de menottes, qui s'attachent aux pieds du détenu. Peu utilisés en Europe, les entraves sont beaucoup plus souvent utilisées aux États-Unis, en Asie et en Afrique. Aussi vieilles que les menottes, elles se présentent de la même façon: une chaîne qui relie les deux chevilles, à côté du tendon d'Achille.

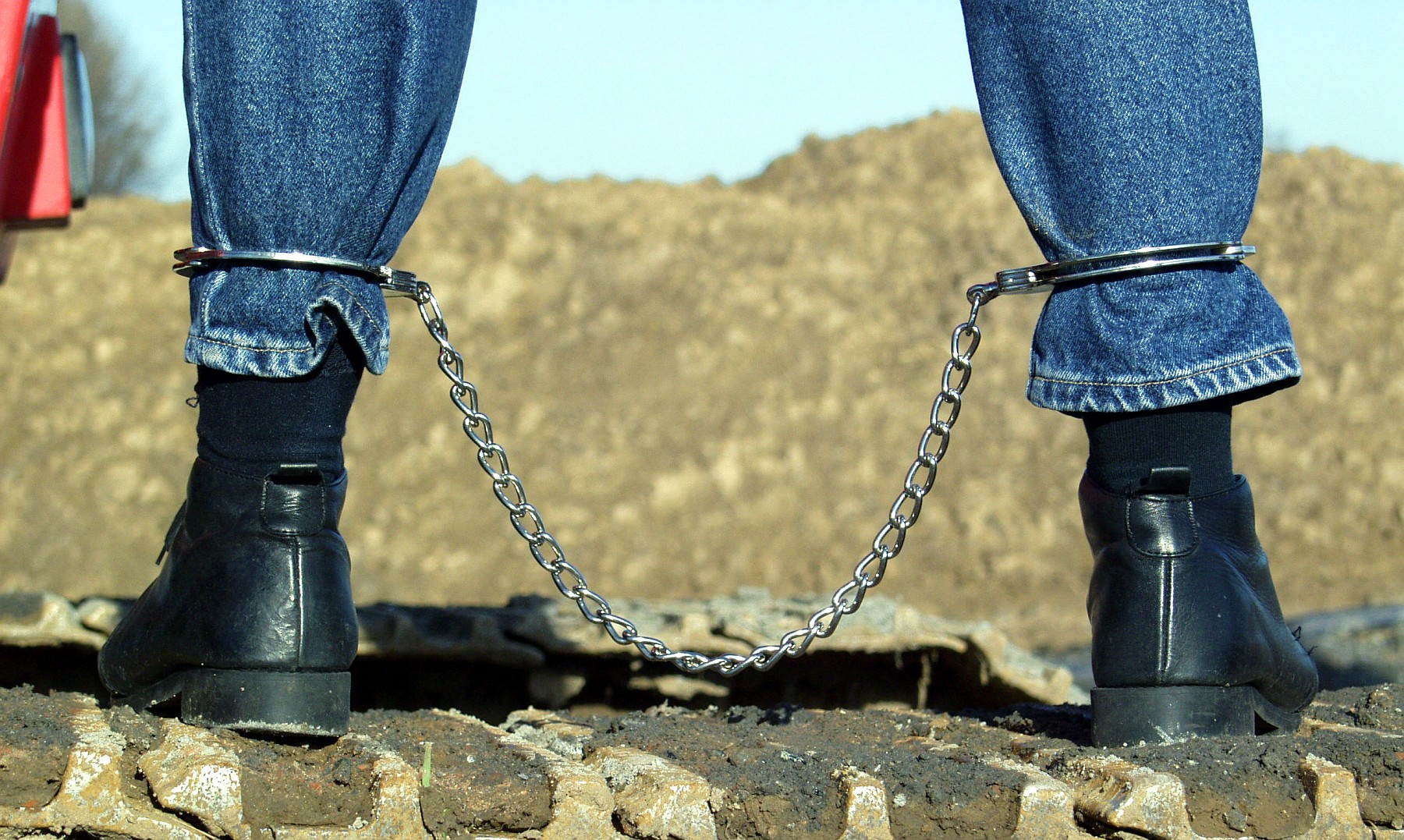

## Forces de l'ordre

### Usage
Les forces de l'ordre utilisent des menottes pour maîtriser une personne.
En France, l'usage des menottes est régi entre autres par l'article 803 du code de procédure pénale. Ce texte limite l'usage des menottes aux seuls cas d’une dangerosité considérée de l'individu à son encontre ou envers son entourage ou d’un risque de fuite. Les menottes de la police française utilisent un double verrouillage par bouton poussoir ou par une clé plate. Pour déverrouiller les menottes, il y a une clé et pour régler le bracelet c'est une autre clé qui est utilisée.
Pour Fabien Jobard, « par sa brièveté, l'administration des menottes marque le moment du passage de l'espace public au territoire : elle est vécue comme un rite de dégradation qui manifeste le transport dans un autre ordre du social. L'interpellé, saisi sur territoire urbain, passe sous territoire policier ». Les menottes sont, selon lui, héritières de la chaîne des forçats, spectacle public de la condamnation. Elles fonctionnent donc comme une double atteinte à l'individu : « elles sont aussi une technique qui enjoint à celui qui les porte de se penser non pas seulement en infraction à la norme pénale, mais également en rupture avec la norme biologique. Leurs effets de stigmatisation et de dégradation se mêlent au poids de la honte de se sentir dans un corps anormal ».

### Torture
En Chine, par exemple, les forces de l’ordre utilisent parfois les menottes comme instrument de torture,. Les policiers utilisent parfois des menottes trop serrées qui blessent la personne,,.

## Position des mains

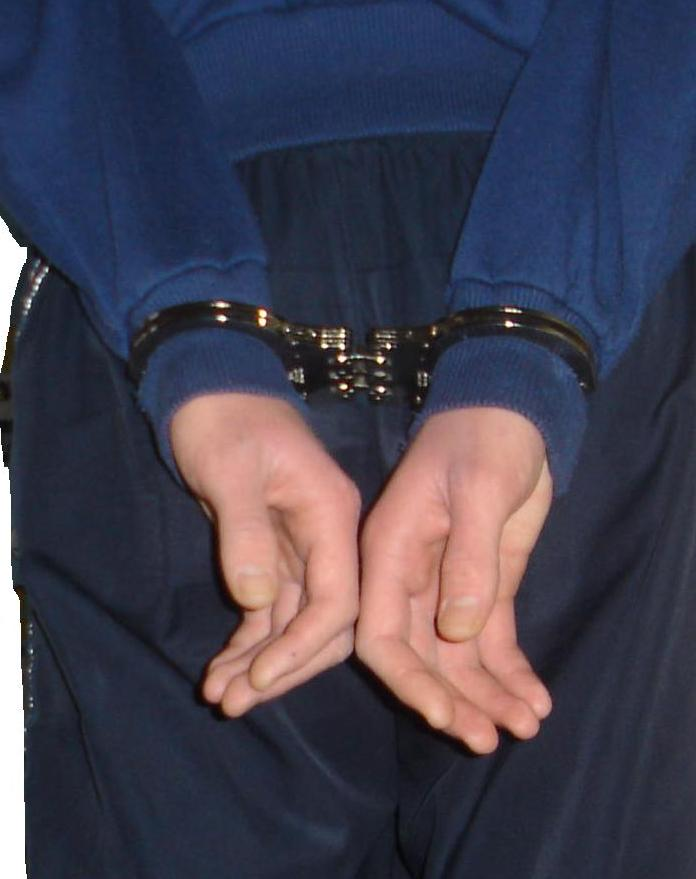
Menottes charnières appliquées derrière le dos, avec les paumes de main tournées vers l'extérieur.

Dans le passé, les policiers menottaient les individus en joignant leurs mains sur le devant, mais, depuis les années 1960, le menottage s'effectue en mettant leurs mains dans le dos ce qui limite les risques en matière de sécurité ; ainsi la personne menottée peut difficilement attraper une arme ou un objet dangereux pour autrui. Les académies de police aux États-Unis, dans leur vaste majorité, enseignent les manières les plus efficaces dans le menottage en évitant de causer des dommages nerveux comme d'éventuelles pressions sur les poignets[réf. souhaitée]. Parfois, deux paires de menottes sont nécessaires pour retenir une personne avec un tour de taille exceptionnellement grand parce que les mains ne peuvent pas être mises suffisamment rapprochées ; dans ce cas, les forces de l'ordre menottent le plus souvent les paumes de mains vers l'extérieur ce qui permet d'éviter tout risque d'évasion même si l'individu dispose d'une clé[réf. souhaitée].

## Évasions

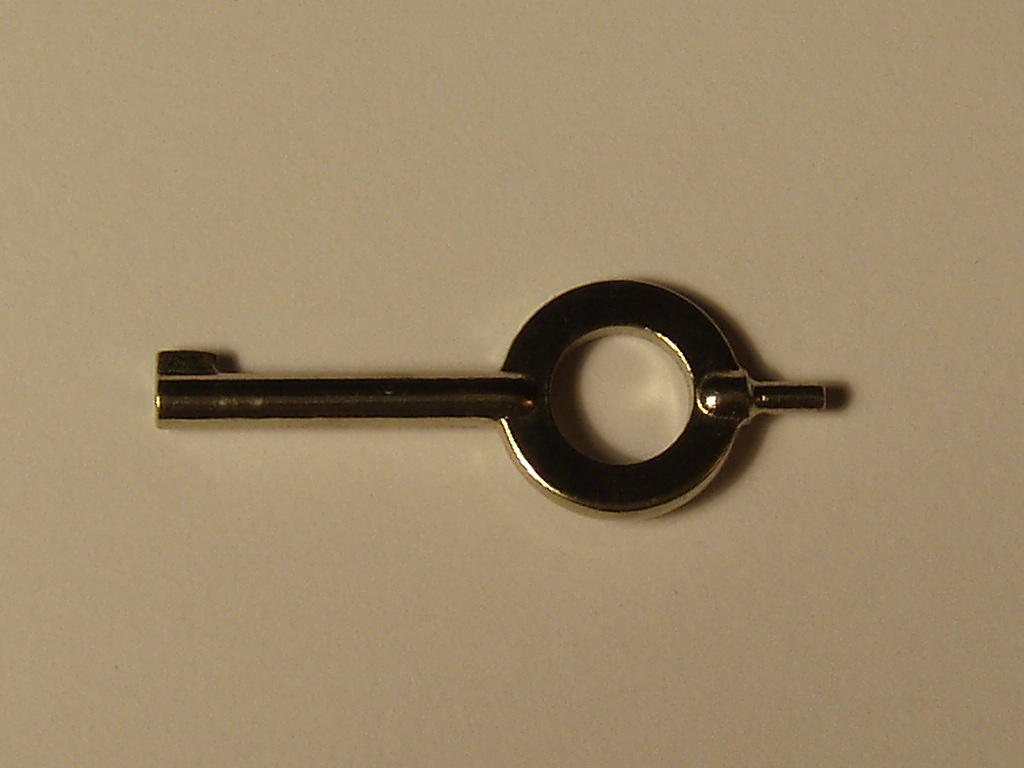
Clé universelle pour menottes.

Les menottes étant utilisées comme moyen de restriction temporaire, elles sont utilisées par les prestidigitateurs tels  Harry Houdini dans leur art de l'évasion. 
Les premiers modèles de menottes au diamètre unique sont remplacés par des menottes à cliquets, qui se règlent à la morphologie de la personne.
Sur les menottes de la police française, la cale de blocage du cliquet n'est déverrouillable qu'avec une clé spécifique comme sur un cadenas. De ce fait, il est quasiment impossible de s'en dégager. La libération n'est possible que par la destruction des menottes.

## Médias

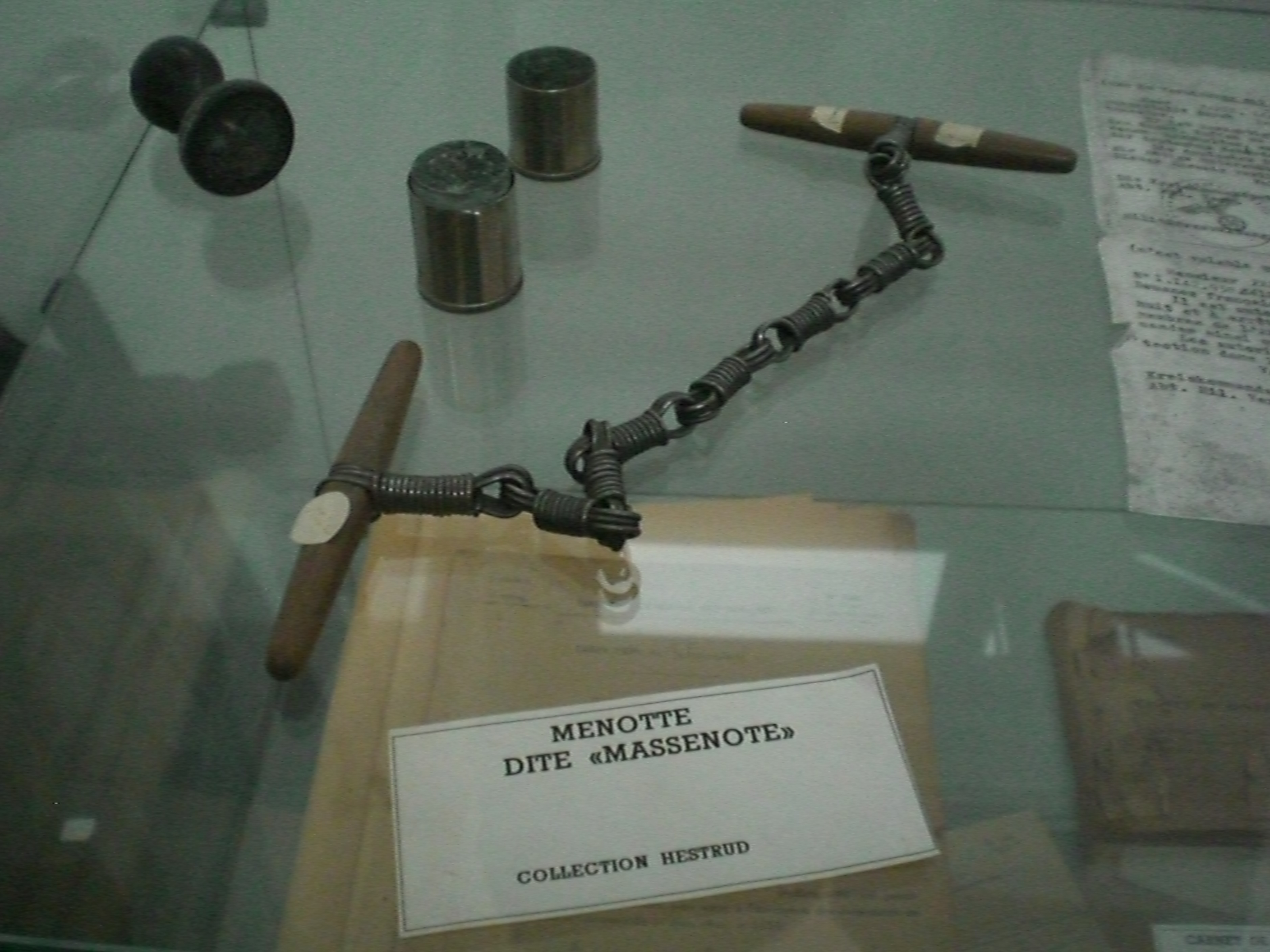
Menotte dite « massenote » ou cabriolet en complément des menottes pour conduire un prisonnier.

Au Japon, si un individu est photographié ou filmé lorsqu'il est menotté, ses mains doivent être pixellisées lors d'une diffusion éventuelle à la télévision ou dans les journaux. Cette obligation provient du cas de Kazuyoshi Miura, qui a été arrêté et menotté et qui a argumenté que le port des menottes représentait la culpabilité, et portait une atteinte morale durant les procès. D'une manière similaire, à Hong Kong, les individus arrêtés et menottés ont souvent la tête recouverte par les policiers d'un sac noir.
En France, la loi renforçant la protection de la présomption d'innocence et les droits des victimes limite la possibilité, pour les médias, de montrer une personne menottée. 

## Sexualité
Les menottes de policier sont souvent utilisées lors d'activités de bondage sexuel et de sadomasochisme. Cela reste assez dangereux, car elles ne sont pas prévues pour ce type d'utilisation et peuvent provoquer un axonotmésis ou d'autres dommages des nerfs. Les menottes de bondage sont fabriquées spécialement pour ce type d'utilisation. Elles sont fabriquées sur le même modèle que les menottes soft utilisées pour les patients en psychiatrie et peuvent être portées durant une longue période sans risquer de blesser ou de serrer. Certains de ces modèles peuvent être fermés à l'aide d'un cadenas.

## Sécurité
Très souvent, les menottes possèdent un numéro de série permettant de les identifier. Pour assurer une résistance suffisante, les menottes subissent différents essais. Parmi eux, on retrouve l'écartement des bracelets sous un effort équivalent à une traction de 2500 N (250 kg). Pour des raisons de santé, les menottes sont constituées de métaux ne provoquant pas d'allergies.